# Ministre d'État
Ministre d'État est un titre gouvernemental utilisé dans divers pays.
Dans certains cas, il indique une prééminence protocolaire de son titulaire au sein d'un gouvernement (France, Portugal, Côte d'Ivoire, Mali, Niger, république démocratique du Congo, Togo ,Tunisie). En Belgique, il s'agit d'un titre accordé par le roi à des personnalités politiques particulièrement méritantes. Aux Pays-Bas, le titre est également honorifique, mais actif et remis par le roi sur proposition du gouvernement.
À l'inverse, dans les pays appliquant le système de Westminster, il s'agit d'un titre inférieur à celui de ministre, le titulaire n'étant généralement pas à la tête d'un département ministériel.
Dans d'autres cas, tous les ministres portent ce titre (Brésil).
Enfin, dans la principauté de Monaco et dans les pays nordiques, c'est le titre donné au chef du gouvernement (même si, en français, on traduit généralement le mot scandinave statsminister par « Premier ministre »).

## Algérie
Ministre d'État est un titre protocolaire honorifique qui marque l'importance du ministre. En pratique il est donné à des personnalités politiques importantes par leur poids en tant que chefs de partis membres de coalitions, membres de la révolution.
- Bouguerra Soltani fut ministre d'État sans portefeuille en tant que président du parti MSP membre de la coalition gouvernementale.
- l'ancien Premier ministre Abdelaziz Belkhadem fut ministre d'État et ministre des Affaires étrangères, de 2000 à 2005, en tant qu'ancien président de l'Assemblée populaire nationale.
- Mohammed Bedjaoui grand diplomate auprès des Nations unies et ancien président du Conseil constitutionnel fut, de mai 2005 à juin 2007, ministre d'État, ministre des Affaires étrangères.
- Ramtane Lamamra grand diplomate auprès des Nations unies lui aussi, l'un des favoris à la succession d'Abdelaziz Bouteflika, est nommé ministre d'Etat courant le mois de mai 2015 lors d'un remaniement ministériel en plus de sa fonction de ministre des affaires étrangères, ministre des Affaires étrangères.

## Allemagne
Ministre d’État (Staatsminister) est un titre donné à certains secrétaires d’État parlementaires, pour des raisons de prestige.
Voir la section Gouvernement fédéral (Allemagne) : Postes de rang inférieur.
Ce titre est aussi utilisé par des membres des gouvernements des Länder Bavière et Saxe.

## Belgique
Le titre de ministre d'État (en néerlandais : Minister van Staat) est un titre honorifique et est conféré à des personnalités (souvent politiques) qui se sont montrées très méritantes dans la vie publique. L'attribution du titre de ministre d'État est la prérogative du roi ; il est octroyé par arrêté royal contresigné par le Premier ministre. Il s'agit d'un titre honorifique qui a seulement un effet protocolaire mais qui reste sans conséquences constitutionnelles et ne donne en aucun cas lieu à un avantage financier, ni à une rémunération quelconque.
Les ministres d'État ne sont pas, en tant que tels, membres du gouvernement et, par conséquent, non plus du Conseil des ministres mais ils forment sous la présidence du roi le Conseil de la Couronne. Lorsqu'ils siègent au sein de ce Conseil, les ministres d'État ont seulement une compétence consultative.
Jusqu'à présent le Conseil de la Couronne s'est réuni cinq fois :
- 16 juillet 1870 : déclenchement de la guerre franco-allemande ;
- 2 et 3 août 1914 : ultimatum de l'Empire allemand à la Belgique ;
- 2 mai 1919 : traité de Versailles ;
- 23 mars 1950 : Question royale ;
- 18 février 1960 : indépendance du Congo.

Sous le règne d'Albert II, le roi a fait plusieurs fois appel aux ministres d'État en 2007 et 2008. Lors de la crise politique qui suivit les élections législatives du 10 juin 2007, le roi Albert II ne réunit pas le Conseil de la Couronne, mais reçoit pendant trois jours au château du Belvédère une quinzaine de ministres d'État ayant de l'expérience dans les crises communautaires. C'était la première fois de son règne qu'il sollicitait officiellement leurs conseils. Lors de la démission d'Yves Leterme en juillet 2008, le roi demande aux ministres d'État Raymond Langendries et François-Xavier de Donnea de faire un travail de médiation afin qu'un dialogue institutionnel puisse commencer. Accusé de pression sur la justice lors du rachat de Fortis, le gouvernement Leterme I démissionne en décembre 2008 et les partis de la majorité ne parviennent pas à se mettre d'accord sur la suite des événements. Albert II décide de demander un travail de médiation au ministre d'État Wilfried Martens.

## Brésil
Dans le gouvernement fédéral du Brésil tous les  ministres de plein exercice portent le titre de ministre d'État : ministro de Estado da Justiça, ministro de Estado das Relaçoes Exteriores, etc.

## République démocratique du Congo
En république démocratique du Congo, un ministre d'État est responsable du portefeuille ministériel d’un département de la  Fonction publique aussi appelé ministère. Outre sa  fonction régulière, le ministère d’État, est un membre du gouvernement fondé de pouvoirs. En cette qualité, il dispose d’une prédominance hiérarchique vis-à-vis d’autres membres du gouvernement. Il peut engager son ministère dans des négociations avec ses homologues d’autres pays sans préavis formelle, mais dans le respect de la construction. Son rôle est établie de façon exhaustive pr la Constitution.

## Espagne
Durant l'Ancien Régime, le titre de ministre d'État (« ministro de Estado » en espagnol) était parfois donné au secrétaire d'État (chef du gouvernement).
À partir de 1834, le titre correspond à celui de ministre des Affaires étrangères.

## France
En France, le titre de ministre d'État a été utilisé sous différents régimes dans des situations très différentes. Sous la Cinquième République, le ministre d'État jouit d'une prééminence protocolaire dans le gouvernement, devant les ministres, et dispose de la prérogative d'organiser des réunions interministérielles, tel un vice-Premier ministre.

## Grèce
En Grèce, le titre de ministre d'État est réservé au porte-parole du gouvernement. Il ne dispose d'aucun autre portefeuille et ne porte aucun autre titre (à moins que le Premier ministre en dispose autrement).

## Japon
Ministre d'État (国務大臣, Kokumu daijin) est le titre officiel porté par tous les membres du Cabinet, ou gouvernement, au Japon.

## Maroc
Avec ou sans portefeuille, le poste de ministre d'État a fait partie de presque tous les gouvernements du maroc. un ministre d'Etat est plus protocolaire qu'autre chose, c'est plus qu'un ministre et moins qu'un chef de gouvernement.
On retrouve le poste de ministre d’État dans beaucoup de gouvernements européens, et ailleurs, lorsqu’il s’agit d’alliances partisanes et de gouvernements de coalition.
Pour sceller l’accord de ces coalitions, des ministres d’État sont nommés sans forcément avoir à gérer un département. Le Maroc a vécu cette expérience à au moins deux reprises. Lorsque le Mouvement populaire a rejoint, en route, le gouvernement de Abbas El Fassi, en juin 2009, après que le PAM lui ait retiré son soutien.
À cette époque le secrétaire général du MP, Mohand Laenser, a été nommé ministre d’État sans portefeuille dans une équipe qui en comptait déjà un, le premier secrétaire de l’époque de l’USFP, Mohamed Elyazghi. Plus d’un quart de siècle auparavant, le gouvernement de Karim Lamrani, nommé en 1983, comptait bien plus qu’un ou deux ministres d’Etat. Presque tous les chefs de partis politiques de l’époque ont siégé dans ce gouvernement désigné aux premières années du lancement du programme d’ajustement structurel, PAS. Sa principale mission était outre l’apaisement social, après les évènements de 1981, la préparation des élections législatives de 1984. Ce gouvernement comptait sept ministres d’État dont cinq étaient des chefs de partis politiques (Abderrahim Bouabid pour l’USFP, M’hammed Boucetta pour l’Istiqlal, Maâti Bouabid pour l’UC, Mahjoubi Aherdane pour le MP et Arsalane El Jadidi pour le PND). Ils ne se sont d’ailleurs pas éternisés dans leur poste puisque tout le gouvernement a été renvoyé le 11 avril 1985, au lendemain de ce scrutin législatif remporté par l’UC (27,12 % des sièges), le RNI (19,93 %), le MP (15,36 %) et l’Istiqlal (13,40 %).

## Monaco
Ministre d’État est le titre du chef du gouvernement de la principauté de Monaco.

## Népal
Le titre de ministre d'État –  Minister of State, dans les médias anglophones – désigne un membre du Cabinet qui ne participe pas, de façon ordinaire, aux réunions du Cabinet (Conseil des ministres). Le titre est à peu près équivalent à celui de « secrétaire d'État » en France.

## Pays-Bas
Le titre de ministre d'État est un titre honorifique attribué par le monarque sur proposition du gouvernement à une personnalité politique d'expérience.
Peu de personnalités sont proposées à la nomination, mais celles qui se voient attribuées ce titre participent à des missions d'information et à la rédaction de rapports pour le gouvernement. Elles peuvent représenter le gouvernement de manière informelle aussi bien aux Pays-Bas qu'à l'étranger. De plus, elles peuvent conseiller le monarque sur des questions politiques.
Au 14 octobre 2022, avec la nomination de l'ancien Premier ministre Jan Peter Balkenende, les Pays-Bas comptent huit ministres d'État.

## Pologne
En Pologne, le titre de ministre d'État ((pl) Minister Stanu) n'est pas employé ; il a été utilisé exceptionnellement pour certains collaborateurs du président de la République, non membres du gouvernement (notamment à l'époque de la présidence de Lech Wałęsa) : on emploie actuellement le titre de secrétaire d'État (sekretarz stanu) ou de sous-secrétaire d'État (podsekretarz stanu).

## Portugal
Traditionnellement, au Portugal, le titre de ministre d'État (ministro de Estado) est utilisé d'une manière comparable à l'usage français actuel, pour ajouter une prééminence protocolaire à son (ou ses) détenteur(s). Ce titre s'est substitué à celui de vice-Premier ministre prévu par la Constitution.

## Tunisie
Ministre d'État est un titre protocolaire honorifique qui marque l'importance du ministre. En pratique il est donné à des personnalités politiques importantes par leur poids en tant que chefs de partis membres de coalitions.
- Mohamed Sayah fut ministre d’État, ministre de l'Éducation du 16 mai au 7 novembre 1987.
- Habib Ammar fut ministre d’État, ministre de l'Intérieur de novembre 1987 à novembre 1988.
- Abdallah Kallel fut ministre d’État, ministre de l'Intérieur du 17 février 1991 au 24 janvier 1995.
- Abdelaziz Ben Dhia fut ministre d’État, conseiller spécial auprès du président de la République et porte-parole officiel de la présidence de novembre 1999 à janvier 2011.
- Anouar Maârouf fut ministre d’État, ministre du Transport et de la Logistique du 27 février 2020 au 15 juillet 2020.
- Mohamed Abbou fut ministre d’État, ministre auprès du chef du gouvernement chargé de la Fonction publique, de la Gouvernance et de la Lutte contre la corruption du 27 février 2020 au 2 septembre 2020.

## Système de Westminster
Dans les pays appliquant le système de Westminster, comme le Royaume-Uni, le Canada ou encore l'Inde, un ministre d'État (anglais : Minister of State) est un membre du gouvernement qui a un statut inférieur à celui d'un ministre (ou d'un secrétaire d'État au Royaume-Uni).
Les ministres d'État ne sont en général pas responsable d'un département ministériel, mais ils assistent un autre ministre. Ils ne participent pas aux réunions du cabinet, sauf au Canada où tous les ministres sont membres du cabinet.

### Canada
- Ministre d'état (Canada) (en)

#### Québec
Le titre de ministre d'État dans son acception la plus récente a été créé en 1976 lors de la formation du cabinet Lévesque. À cette époque le ministre d'État a un rôle de coordination mais n'a pas de responsabilité adminsitrative ou d'administration sous son contrôle direct.
Cette formule est abandonnée en 1982 mais reprise partiellement entre 1994 et 2003 sous divers gouvernements du Parti québécois. À cette époque les ministres d'État occupent simultanément un poste de ministre en titre et ont donc des administrations sous leur responsabilité, contrairement à la période 1976–1982.
Le titre de ministre d'État n'a pas été attribué depuis avril 2003.